# Ханила
Општина Ханила (ест. Hanila vald) рурална је општина у јужном делу округа Ланема на западу Естоније.
Општина заузима територију површине 232 km2. Граничи се са општином Лихула на северу док је на истоку и југу територија округа Раплама. На северозападу излази на обале пролаза Вајнамери.
Према статистичким подацима из јануара 2016. на територији општине живело је 1.428 становника, или у просеку око 6,2 становника по квадратном километру.
Административни центар општине налази се у селу Кимси у ком живи око 160 становника.
На територији општине налази се 29 села.